# Districte de Santa María del Mar
Santa María del Mar és un districte de la Província de Lima, Perú. Fa frontera amb l'oceà Pacífic a l'oest, el districte de San Bartolo al nord, el districte de Chilca de la província de Cañete a l'est, i el districte de Pucusana al sud.
És conegut per les seves platges i atreu molts banyistes tots els estius. Molts d'ells també lloguen apartaments durant aquesta temporada, fent que la població del lloc augmenti considerablement. Les platges més populars al districte són  Santa María  i  Embajadores.

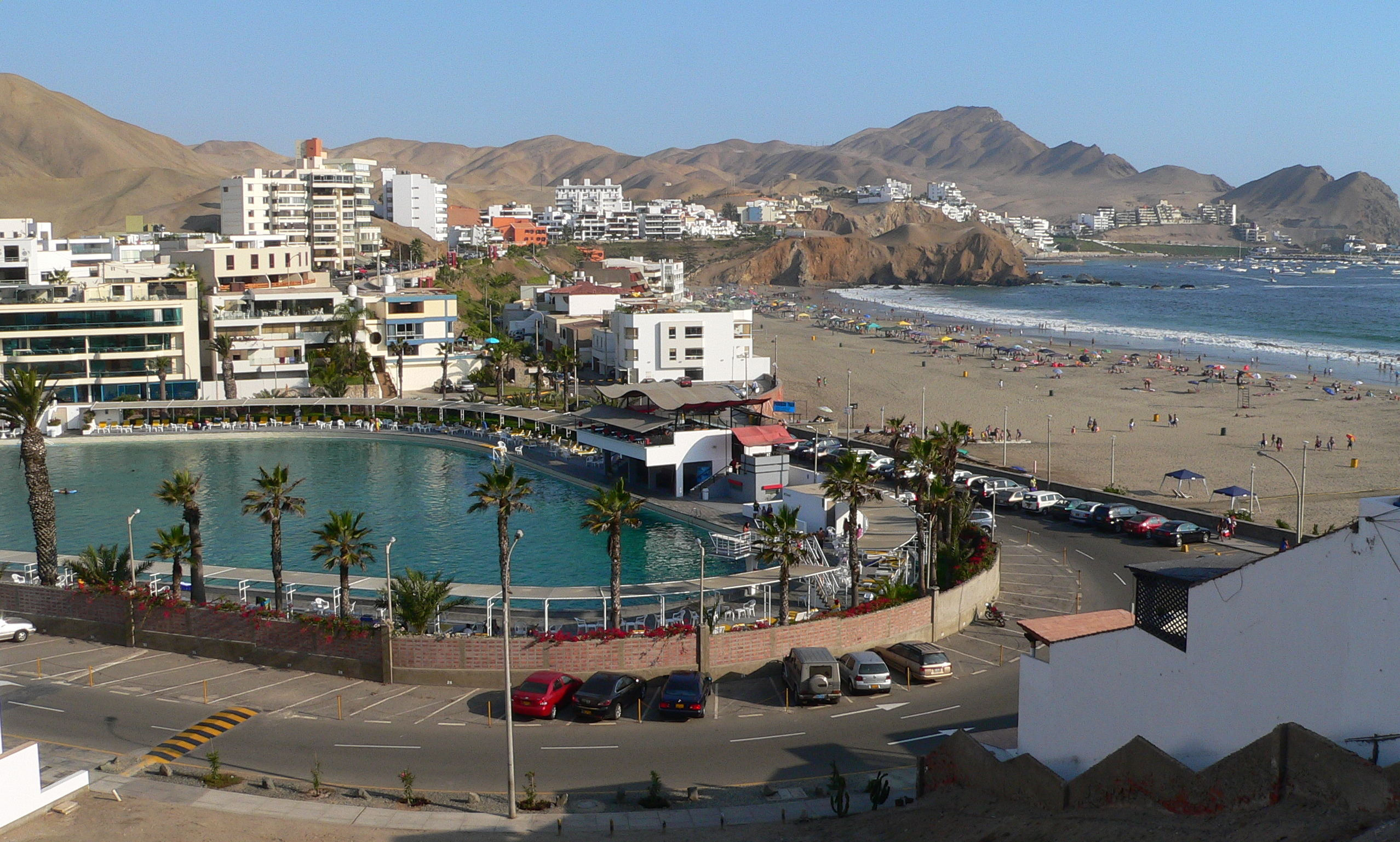
Vista panoràmica de Santa María del Mar

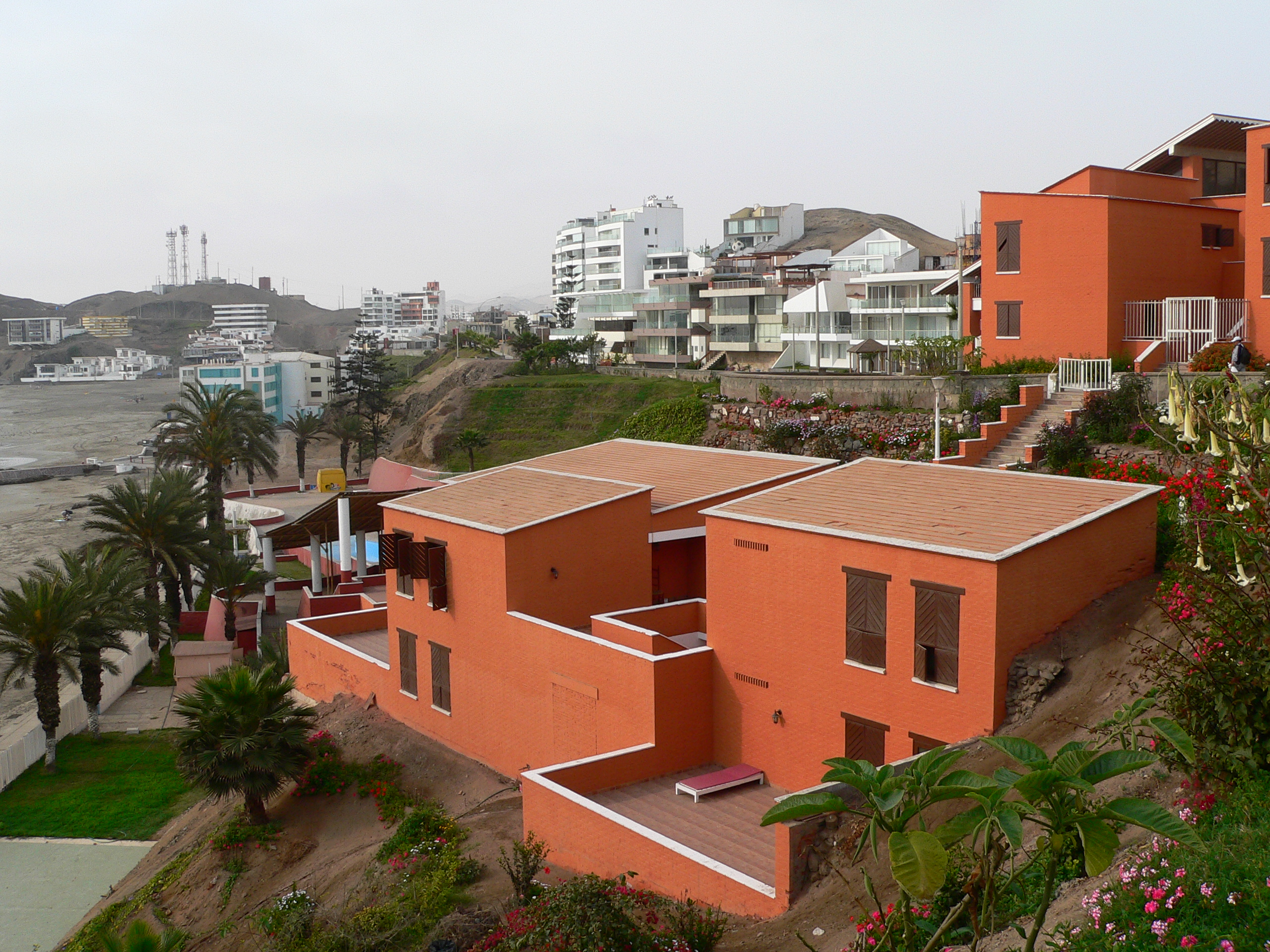
Vista parcial de Santa María del Mar

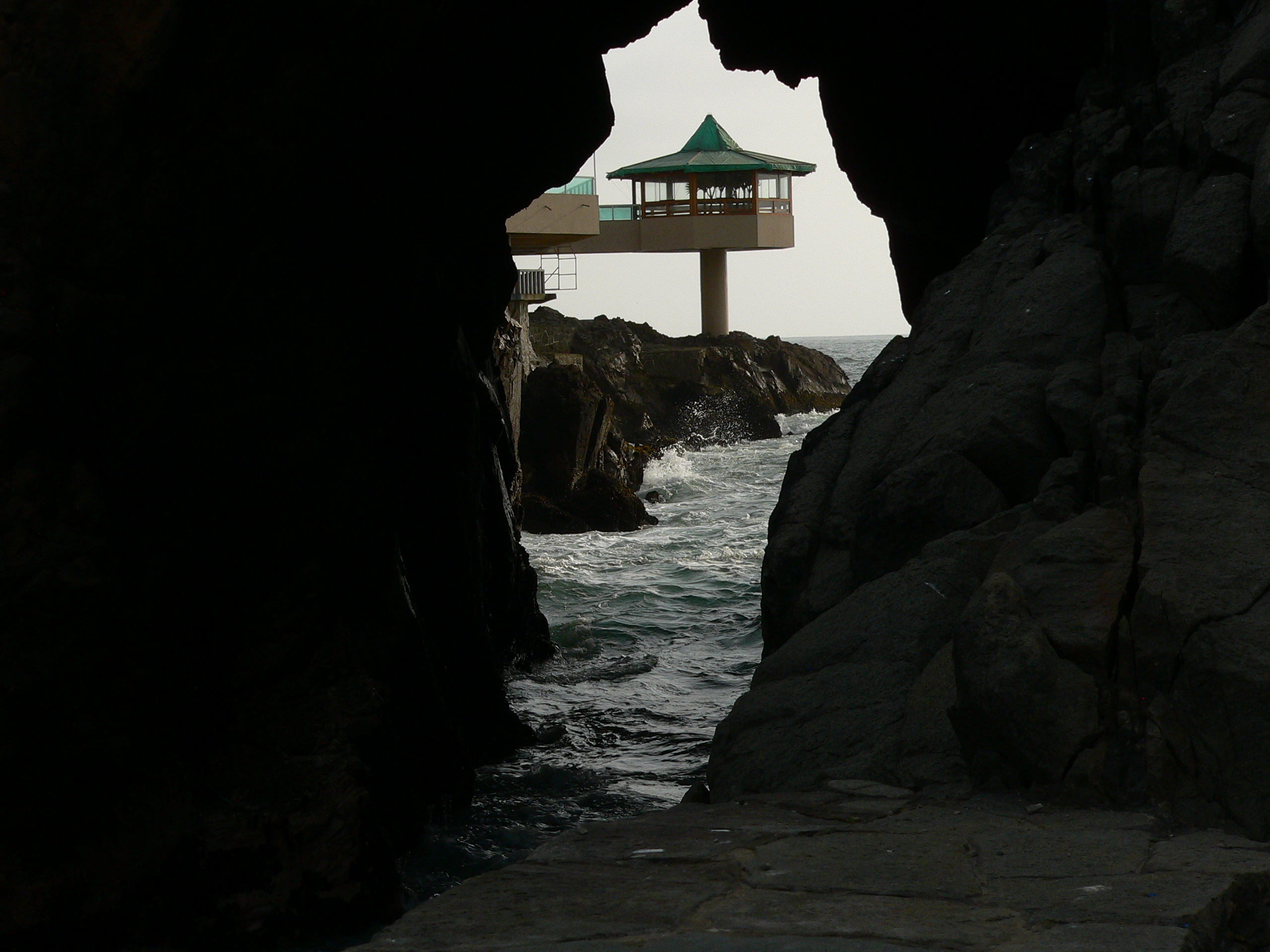
Vista parcial d'una casa a Santa María del Mar

## Història
Santa María del Mar era part del districte de San Bartolo, però després d'un procés d'urbanització que va començar el 1943, es va convertir en un districte l'any 1962.